# تاريخ الولايات المتحدة (1849 – 1865)
امتدت عملية التحول الصناعي لتمضي قدمًا في الشمال الغربي. إذ وصلت شبكة سكك حديدية وشبكة تلغراف الدولة من الناحية الاقتصادية، مما فتح أسواقًا جديدة. كما جلبت الهجرة ملايين العمال والفلاحين الأوروبيين بالشمال. أما في الجنوب حول المزارعون أماكن عملهم (وعبيدهم) من التربة الفقيرة في الجنوب الشرقي إلى أراضي القطن الخصبة في الجنوب الغربي.
انحلت قضايا العبودية في الأراضي الجديدة المكتسبة بعد الحرب مع المكسيك (التي انتهت عام 1848) بشكل مؤقت من خلال تسوية عام 1850. أثار أحد الفصول -المدعو بقانون العبد اللاجئ- جدلًا واسعًا، كما ظهر من خلال الاهتمام الكبير بورطة العبد الهارب في الرواية والمسرحية المعادية للعبودية كوخ العم توم.
في عام 1854 عكست اتفاقية كانساس-نبراسكا تسويات قديمة من خلال الإقرار بأن كل ولاية من الاتحاد تتخذ موقفها الخاص من العبودية. وقف الحزب الجمهوري حديث التشكل ضد توسيع العبودية ونجح في السيطرة على معظم الولايات الشمالية (بأصوات انتخابية كافية للفوز بالرئاسة عام 1860). كانت فترة احتلال كانساس الدموية التي شارك فيها أنصار ومعادو العبودية في سبيل كسب التصويت حول موضوع العبودية سببًا في إثارة غضب كل من الولايات الجنوبية والشمالية بسبب إراقة الدم التي نتجت عنها. حاولت المحكمة العليا حل مشكلة العبودية في المناطق المناصرة للعبودية في قضية دريد سكوت ضد ساندفورد التي أثارت غضب الشمال.
بعد انتهاء انتخابات عام 1860 بانتخاب المرشح الجمهوري أبراهام لينكولن، أعلنت 7 ولايات جنوبية انفصالها عن الولايات المتحدة بين أواخر عام 1860 و1861، مؤسسين الحكومة الثورية المدعوة باسم الولايات الكونفدرالية الأمريكية في التاسع من فبراير عام 1861. بدأت الحرب الأهلية الأمريكية عندما أطلق الجنرال الكونفدرالي بيير بوريغارد النار على قوات الاتحاد في حصن سمتر في كارولينا الجنوبية. انفكت أربع ولايات أخرى من الاتحاد عندما دعا لينكولن القوات لمحاربة الحركة الانفصالية.
كانت الأعوام الأربع التالية هي الأكثر سوادًا في التاريخ الأمريكي إذ مزقت البلاد نفسها باستخدام أكثر التقنيات العسكرية تطورًا وأكثر الجنود حماسًا. في النهاية تمكنت الولايات الشمالية المدنية الصناعية (الاتحاد) من هزيمة الولايات الجنوبية الريفية المعتمدة على الزراعة (الكونفدرالية)، لكن النتيجة كانت خسارة 600 إلى 700 ألف جندي أمريكي من الجانبين المتصارعين، بالإضافة إلى تدمير جزء كبير من البنية التحتية للجنوب.
قُتل نحو 8% من مجمل الذكور البيض بين عمر 13 و 43 سنة في الحرب، من ضمنهم 6% من الشماليين و 18% من الجنوبيين. في النهاية أُلغيت العبودية، وأعيد الاتحاد أكثر ثراء وقوة من قبل، بينما انتهى الأمر بالجنوب مهزومًا وحاقدًا وفقيرًا.

## التغيرات الاقتصادية والثقافة

### تطوير اقتصاد السوق
بحلول أربعينيات القرن التاسع عشر، كانت الثورة الصناعية بصدد تحويل الشمال الشرقي، وذلك باستخدام شبكة كثيفة من السكك الحديدية والقنوات ومعامل النسيج والمدن الصناعية الصغيرة والمراكز التجارية المتنامية مع مراكز كبير في بوسطن ونيويورك وفيلادلفيا. بالرغم من أن مصالح الصناعة -خصوصًا في بنسلفانيا- طلبت تعرفة جمركية عالية، كانت التعرفة الحقيقية منخفضة في الواقع، كما انخفضت عدة مرات حتى أنها وصلت في عام 1857 إلى أدنى مستوى لها في عقود.
نمت منطقة الغرب الأوسط الأمريكي المعتمدة على الزراعة وبشكل متزايد على تربية الحيوانات بسرعة، وذلك باستخدام السكك الحديدية والأنظمة النهرية لنقل الطعام إلى مزارع العبيد في الجنوب والمدن الصناعية في الشرق والمدن الصناعية في بريطانيا وأوروبا.
في الجنوب، كانت مزارع القطن مزدهرة بفضل السعر المرتفع جدًا للقطن في السوق العالمية. بما أن زراعة القطن تنهك التربة، استمر مركز ثقل هذه الزراعة بالانتقال غربًا عامًا بعد عام. أدى استملاك تكساس في عام 1845 إلى فتح المجال أمام آخر أراضي القطن الواسعة. في هذا الوقت عانت باقي البضائع مثل التبغ في فيرجينيا وكارولينا الشمالية من الكساد. كانت العبودية تلفظ أنفاسها الأخيرة في الجنوب الأعلى، ولم تنج إلا بفضل بيع العبيد إلى مزارع القطن المتنامية في الجنوب الغربي.
بينما كان الشمال الشرقي يتمدن بشكل متسارع، والمراكز المدنية في الغرب الأوسط مثل كليفلاند وسينسيناتي وشيكاغو تنمو بشكل متسارع، بقي الغرب ريفيًا بشكل أساسي. استُخدمت الثروة الباهظة التي جنيت من العبودية في شراء أراض جديدة وعبيد جدد. في الحقيقة لم تملك الغالبية العظمى من البيض الجنوبيين أي عبيد، وأداروا مزارعهم كمصدر رزق لخدمة الأسواق المحلية.
بدأت ثورة عملية نقل البضائع بالظهور بفضل تدفق رأس المال من لندن وباريس وبوسطن ونيويورك وفيلادلفيا. كما رُبطت وثُبتت عدد من الخطوط الحديدية القصيرة أو المؤقتة لتشكيل شبكة سكك حديدية يمكن لها أن تتحمل شحن البضائع الزراعية والتجارية لمسافات بعيدة بالإضافة إلى الركاب المسافرين. في الجنوب كانت شبكات السكك الحديدية محدودة، أما معظم الخطوط الحديدية فكانت قصيرة ومصممة لنقل القطن إلى أقرب ميناء بحري أو نهري. في حين مثلت القوارب البخارية وسيلة جيدة لنقل البضائع عبر الأنهار الداخلية.
مع بدء استخدام أجزاء الآلات القابلة للتبديل والتي تسبب بنشرها المخترع إيلي ويتني، بدأ نظام المصانع الذي اجتمع فيه العمال في موقع واحد للإنتاج. وظفت معامل النسيج الباكرة النساء بشكل خاص مثل معمل لأول ميلز، لكن المعامل بشكل عام كانت أماكن لعمل الذكور بالخصوص.
بحلول عام 1860، كان 16% من الأمريكيين يعيشون في المدن التي يزيد تعدادها السكاني عن 2500 شخص، وكانت الصناعة مسؤولة عن ثلث الدخل المحلي. كانت الصناعة المتمدنة مقتصرة على الشمال الشرقي نوعًا ما، وكانت الصناعة الرائدة هي إنتاج القماش القطني، كما أن صناعات الأحذية والملابس الصوفية والآلات كانت قيد التطوير.
تزودت المعامل بالطاقة أساسًا من خلال الطاقة المائية من الأنهار، لكن المحركات البخارية كانت قيد الإنتاج والدخول في المعامل أيضًا. بحلول عام 1860 انتقلت الخطوط الحديدية من استخدام موارد الخشب المحلية إلى الفحم من أجل عرباتها. أصبحت بنسلفانيا مركز صناعة الفحم. كان الكثير من -إن لم يكن معظم- عمال المصانع والمناجم مهاجرين جدد أتوا من أوروبا أو أبناء مهاجرين جدد. على امتداد الشمال، وفي المدن الجنوبية بدأ رواد الأعمال بافتتاح المصانع والمناجم والمعامل والمصارف والمتاجر وسائر مجالات العمل الأخرى. في الغالبية العظمى من الحالات كانت هذه المشاريع صغيرة ومملوكة ومدارة محليًا.

### الهجرة والعمل
من أجل ملء شواغر العمل في المصانع، تدفق المهاجرون إلى الولايات المتحدة الأمريكية في الهجرة الجماعية الأولى في أربعينيات وخمسينيات القرن التاسع عشر. أسفرت هذه الموجة المعروفة باسم الهجرة القديمة عن وفود ما يقرب من 4.2 مليون مهاجر إلى الولايات المتحدة ورفع التعداد الإجمالي للسكان بـ 20 مليون شخص. كثيرًا ما يصف المؤرخون هذه المرحلة من الهجرة باسم هجرة «الدفع والجذب». إذ أتى الأشخاص الذين «دُفع بهم» إلى الولايات المتحدة بسبب ظروف الحياة السيئة في أوطانهم مما جعل البقاء على قيد الحياة أمرًا غير مؤكد، بينما أتى المهاجرون الذين «اجتُذبوا» من بيئات مستقرة من أجل إيجاد نجاح اقتصادي إضافي.
من المجموعات التي «دُفع بها» إلى الولايات المتحدة نذكر الأيرلنديين الذين حاولوا الهرب من المجاعة الضخمة التي أصابت بلادهم. بعد أن وصل الأيرلنديون واستقروا حول المدن الساحلية خصوصًا بوسطن في ولاية ماساتشوستس ومدنية نيويورك، لم يلاقوا ترحيبًا من قبل السكان بسبب فقرهم من جهة، وبسبب معتقداتهم الدينية الرومية الكاثوليكية من جهة أخرى. عاش هؤلاء المهاجرون في أحياء مزدحمة قذرة، ومارسوا أعمالًا زهيدة الأجر ومرهقة جسديًا. لم تكن الكنيسة الكاثوليكية مصدر ثقة بالنسبة للأمريكيين، ذلك لأن الكثير منهم كان ينظر إليها باعتبارها رمزًا للأوتوقراطية الأوروبية.
من جهة أخرى، «اجتُذب» المهاجرون الألمان إلى الولايات المتحدة بغرض تجنب الكارثة المالية التي كانت تحدق ببلادهم. على عكس الأيرلنديين، باع سائر المهاجرين الألمان ممتلكاتهم ووصلوا إلى الولايات المتحدة حاملين أموالهم معهم. كان المهاجرون الألمان بروتستانتيين وكاثوليكيين، لكن الكاثوليكيين منهم لم يواجهوا التفرقة العنصرية التي واجهها المهاجرون الأيرلنديون. استقر الكثير من المهاجرين الألمان في مجتمعات في منطقة الغرب الأوسط بدلًا من الساحل. كما تكونت تجمعات سكانية ألمانية كبيرة في مدن كبيرة مثل سينسيناتي في ولاية أوهايو وسانت لويس في ولاية ميزوري.
على عكس الأيرلنديين، كان معظم المهاجرين الألمان أشخاصًا متعلمين ينتمون إلى الطبقة الوسطى أتوا إلى الولايات المتحدة من أجل أسباب سياسية خصوصًا وليس اقتصادية. في المدن الكبيرة مثل نيويورك، عاش المهاجرون عمومًا في تجمعات إثنية دعيت باسم الغيتو وكثيرًا ما كانت هذه الأحياء فقيرة ومليئة بالجريمة. أشهر هذه الأحياء سيئة السمعة كانت منطقة «فايف بوينتس» في مدينة نيويورك. مع ازدياد غضب العمال ومطالبتهم برواتب أعلى وظروف عمل أفضل مثل احتجاجات اتحاد فتيات لأول ميل في ماساتشوستس، بدأ الكثير من أصحاب المعامل باستبدال العاملات الإناث بالمهاجرين الذين يقبلون العمل برواتب أرخص ولم يكونوا متطلبين من ناحية شروط العمل.

## الحرب الأهلية
في 12 أبريل 1861، بعد أن رفض الرئيس لينكولن التخلي عن قاعدة فورت سمتر، القاعدة الفيدرالية في ميناء تشارلستون، ساوث كارولينا، أمرت الحكومة الكونفدرالية الجديدة بقيادة الرئيس جيفرسون فتح النار على الحصن وسقطت بعد ذلك بيومين، دون وقوع إصابات، ونشرت نيران الحرب في جميع أنحاء أمريكا. نُظّمت مسيرات في كل بلدة ومدينة على الفور، شمالًا وجنوبيًا، للمطالبة بالحرب. دعا لينكولن القوات لاستعادة الممتلكات الفيدرالية المفقودة، مما يعني غزو الجنوب. ردًا على ذلك، انفصلت أربع ولايات أخرى: فيرجينيا (17 أبريل 1861)، أركنساس (6 مايو 1861)، تينيسي (7 مايو 1861)، ونورث كارولينا (20 مايو 1861). أما ولايات العبيد الأربع المتبقية، ماريلاند وديلاوير وميسوري وكنتاكي، لم تنفصل؛ حاولت كنتاكي البقاء حيادية لكنها فشلت.
كان لكل جانب نقاط قوته وضعفه النسبية. كان لدى الشمال عدد أكبر من السكان وقاعدة صناعية ونظام نقل أكبر بكثير. ستكون حربًا دفاعية للجنوب وحربًا هجومية للشمال ويمكن للجنوب الاعتماد على جغرافيته الشاسعة ومناخه غير الصحي لمنع الغزو. لكي يخرج الشمال منتصرًا، يجب أن يغزو ويحتل الولايات الكونفدرالية الأمريكية. من ناحية أخرى، كان على الجنوب فقط إبقاء الشمال بعيدًا حتى فقد الجمهور الشمالي إرادة القتال. تبنت الكونفدرالية إستراتيجية عسكرية تهدف إلى الحفاظ على تماسك أراضيها، والحصول على اعتراف عالمي، وفرض الكثير من العقوبة على الغزاة لدرجة أن الشمال سوف يمل من الحرب ويتفاوض على معاهدة سلام تعترف باستقلال وكالة الفضاء الكندية. كانت النقطة الوحيدة للاستيلاء على واشنطن، أو غزو الشمال هي صدمة اليانكيز وإدراكهم أنهم لا يستطيعون الفوز. نقلت الكونفدرالية عاصمتها من موقع آمن في مونتغمري، ألاباما، إلى مدينة ريتشموند بولاية فيرجينيا، على بعد 100 ميل فقط من عاصمة العدو في واشنطن. تعرضت ريتشموند لانكشاف شديد، وفي نهاية خط الإمداد الطويل؛ خُصّصت الكثير من القوى العاملة في الكونفدرالية للدفاع عنها. كان لدى الشمال مزايا محتملة أكبر بكثير، لكن الأمر سيستغرق عامًا أو عامين لتعبئتهم للحرب. خلال ذلك، توقع الجميع حربًا قصيرة المدى.

### الحرب في الشرق
قام الاتحاد بتجميع جيش من 35000 رجل (أكبر جيش شهدته أمريكا الشمالية حتى ذلك الوقت) تحت قيادة الجنرال إرفين ماكدويل. انطلق هؤلاء الجنود غير المدربين من واشنطن العاصمة مع فكرة أنهم سيقبضون على ريتشموند في غضون ستة أسابيع وسيضعون نهاية سريعة للصراع. في معركة بول ران في 21 يوليو، حدثت كارثة إذ هُزم جيش ماكدويل بالكامل وهرب عائدًا إلى مبنى الكابيتول في البلاد. عُيّن اللواء جورج ماكليلان من الاتحاد في قيادة جيش بوتوماك بعد المعركة في 26 يوليو 1861. بدأ في إعادة بناء الجيش المحطم وتحويله إلى قوة قتالية حقيقية، حيث أصبح من الواضح عدم وجود حل سريع للنزاع لمدة ستة أسابيع. على الرغم من ضغوط البيت الأبيض، لم يتحرك ماكليلان حتى مارس 1862، عندما بدأت حملة شبه الجزيرة بهدف الاستيلاء على عاصمة الكونفدرالية، ريتشموند، فيرجينيا. كانت ناجحة في البداية، ولكن في الأيام الأخيرة من الحملة، واجه ماكليلان معارضة قوية من روبرت إي لي، القائد الجديد لجيش فرجينيا الشمالية. من 25 يونيو إلى 1 يوليو، في سلسلة من المعارك المعروفة باسم معارك الأيام السبعة، أجبر لي جيش بوتوماك على التراجع. استُدعي ماكليلان إلى واشنطن وتشكل جيش جديد تحت قيادة جون بوب.
في أغسطس، خاض لي معركة بول ران الثانية (ماناساس الثانية) وهزم جيش فرجينيا جون بوب. فُصل البابا من القيادة واندمج جيشه مع ماكليلان ثم غزا الكونفدراليون ولاية ماريلاند، على أمل الحصول على اعتراف أوروبي وإنهاء الحرب. التقى الجيشان في أنتيتام في 17 سبتمبر. كانت هذه الأيام الأكثر دموية في التاريخ الأمريكي. سمح انتصار الاتحاد لإبراهام لنكولن بإصدار إعلان تحرير العبيد، والذي أعلن أن جميع العبيد في الولايات التي لا تزال في حالة تمرد اعتبارًا من 1 يناير 1863 قد أُطلق سراحهم. لم ينه هذا العبودية في الواقع، لكنه عمل على إعطاء سبب وجيه للحرب ومنع أي احتمال للتدخل الأوروبي.
عسكريًا، لا يمكن للاتحاد متابعة انتصاره في أنتيتام. فشل ماكليلان في ملاحقة الجيش الكونفدرالي، وتعب الرئيس لينكولن أخيرًا من أعذاره وعدم رغبته في القتال كما فُصل من القيادة في أكتوبر وحل محله أمبروز بيرنسايد، على الرغم من مناشداته بأنه لم يكن مستعدًا للوظيفة. حاول غزو ريتشموند من الشمال (حاول ماكليلان من الشرق)، لكن الحملة انتهت بكارثة في فريدريكسبيرغ عندما أمر بيرنسايد بموجات من الهجمات غير المجدية ضد أحد الموقع الكونفدرالية. كما ثبت أن العام التالي كان صعبًا على الاتحاد في البداية.
استُبدل هوكر بجورج ميد، وبعد أربعة أيام وقعت معركة غيتيسبيرغ. خسر جيش لي عشرات الرجال الذين لا يمكن تعويضهم مرة أخرى. كان أبراهام لينكولن غاضبًا من فشل جورج ميد في ملاحقة لي بعد غيتيسبيرغ، لكنه قرر السماح له بالبقاء في القيادة، وهو قرار أيده يوليسيس س.غرانت الذي كان قائدًا عامًا لجميع جيوش الاتحاد في أوائل عام 1864.

### الحرب في الغرب
بينما قادت الكونفدرالية الاتحاد إلى مأزق دموي في الشرق، كان جيش الاتحاد أكثر نجاحًا في الغرب. سيطرت الحكومة الفيدرالية على التمرد الكونفدرالي في ميسوري بحلول عام 1863، على الرغم من الانتصار الأولي الكونفدرالي في ويلسون كريك بالقرب من سبرينغفيلد بولاية ميسوري. بعد معركة بيريفيل، طُردت الكونفدرالية أيضًا من كنتاكي، ما أدى إلى انتصار كبير للاتحاد. كتب لينكولن ذات مرة عن كنتاكي: أعتقد أن خسارة كنتاكي تعادل خسارة المباراة بأكملها تقريبًا. أعطى سقوط فيكسبيرغ سيطرة الاتحاد على نهر المسيسيبي وقطع الكونفدرالية إلى قسمين. نجاحات شيرمان في تشاتانوغا ثم أتلانتا تركت القليل من القوات الكونفدرالية لمقاومة تدميره لجورجيا وكارولينا. اندلعت حرب داكوتا في ولاية مينيسوتا عام 1862.

### نهاية الكونفدرالية
في عام 1864، عيّن الجنرال غرانت نفسه كقائد مباشر لميد وجيش بوتوماك، ووضع الجنرال ويليام شيرمان في قيادة المسرح الغربي. بدأ جرانت في شن حرب شاملة ضد الكونفدرالية. كان يعلم أن قوة الاتحاد تكمن في موارده وقوته البشرية، وبالتالي بدأ في شن حرب استنزاف ضد لي بينما دمر شيرمان الغرب. أجبرت حملة جرانت البرية لي على الذهاب إلى بطرسبورغ، فيرجينيا، وهناك شن حرب الخنادق عند حصار بطرسبورغ. خلال ذلك، استولى الجنرال شيرمان على أتلانتا، وأمّن إعادة انتخاب الرئيس لينكولن ثم بدأ مسيرته الشهيرة إلى البحر التي دمرت جورجيا وكارولينا الجنوبية. حاول لي الهروب من بطرسبورغ في مارس-أبريل 1865، لكنه حوصر بسبب عدد قوات غرانت المتفوق. استسلم لي في أبوماتوكس كورت هاوس وبذلك انتهت أربع سنوات من الحرب الدموية.